# Witold Friemann

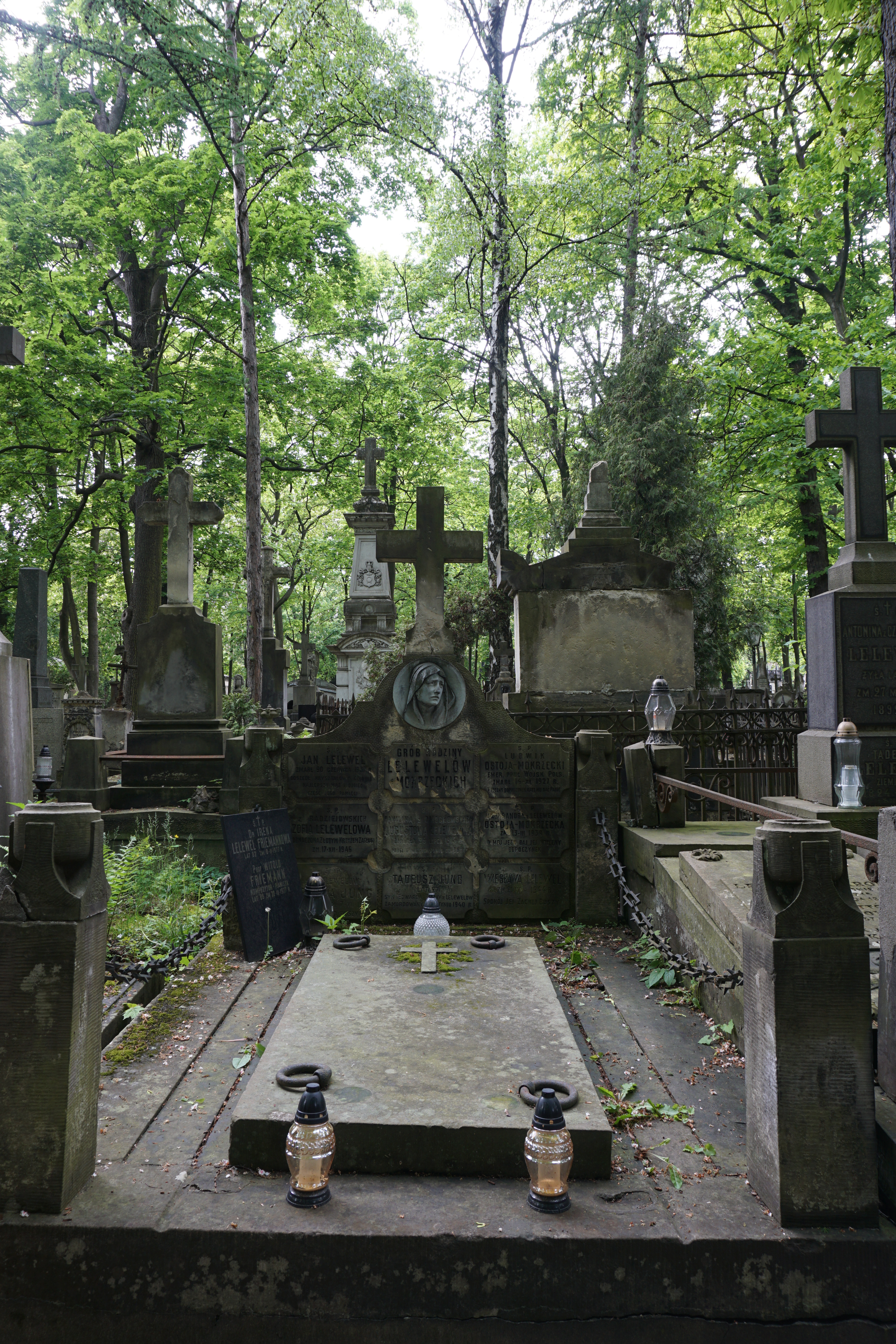
Grób Witolda Friemanna na cmentarzu Powązkowskim

Witold Friemann (ur. 20 sierpnia 1889 w Koninie, zm. 22 marca 1977 w Laskach) – polski kompozytor, pianista, dyrygent i pedagog.

## Życiorys
Syn Alfonsa i Marii z Brodowskich. Muzyki uczył się początkowo pod kierunkiem Pawła Romaszki (fortepian) i Marka Zawirskiego (teoria), następnie do 1909 studiował w konserwatorium warszawskim u Zygmunta Noskowskiego i Romana Statkowskiego (kompozycja i instrumentacja) oraz Aleksandra Michałowskiego (fortepian), a także prawdopodobnie u Piotra Maszyńskiego.
W latach 1909–1913 przebywał w Lipsku i Meiningen, gdzie studiował u Maxa Regera (kompozycja) i Josepha Pembaura syna (fortepian). Karierę pianisty, rozpoczętą udanym debiutem 1914 w Lipsku, przerwał wybuch wojny; Friemann powrócił jednak do działalności koncertowej od 1921 we Lwowie, dokąd sprowadził go po zakończeniu działań wojennych Adolf Chybiński.
Do 1929 prowadził klasę fortepianu we lwowskim konserwatorium Polskiego Towarzystwa Muzycznego (kurs koncertowy). W tym czasie stał się znany jako kompozytor, głównie dzięki swej liryce wokalnej (pieśni Friemanna śpiewała m.in. Ada Sari) i utworom fortepianowym, które często sam wykonywał na koncertach kompozytorskich we Lwowie.
W 1929 opuścił Lwów i osiedlił się na cztery lata w Katowicach, gdzie organizował Śląskie Konserwatorium Muzyczne, którego został dyrygentem; z jego inicjatywy założona została przy tej uczelni jedyna w Polsce Wojskowa Szkoła Muzyczna. 
W 1933 Friemann przeniósł się do Warszawy, gdzie pracował w Polskim Radio najpierw jako „kontroler muzyki”, a następnie jako „referent muzyki poważnej”.
W 1938 roku akompaniował na fortepianie śpiewaczce Barbarze Malinowskiej (ps. Iza Rola) podczas nagrań kilku pieśni swojej kompozycji dla warszawskiej wytwórni płytowej Syrena Rekord.
W czasie okupacji brał udział w koncertach konspiracyjnych.
Od 1946 przez 17 lat pracował jako dyrygent chóru i nauczyciel gry fortepianowej w zakładzie dla ociemniałych w Laskach, gdzie pozostał po przejściu na emeryturę.
W 1963 otrzymał Nagrodę II stopnia Ministra Kultury i Sztuki za twórczość fortepianową i wokalną. W maju 1972 roku otrzymał tytuł Honorowego Obywatela Miasta Konina.
Został pochowany na cmentarzu Powązkowskim w Warszawie (kwatera 12-5-9,10).

## Ordery i odznaczenia
- Krzyż Oficerski Orderu Odrodzenia Polski (1960)
- Złoty Krzyż Zasługi (dwukrotnie: 31 stycznia 1939[5], 1958)
- Medal 10-lecia Polski Ludowej (19 stycznia 1955)[6]
- Medal Pontyfikatu Papieża Pawła VI

## Upamiętnienie
W 2008 roku jedno z konińskich rond otrzymało imię Witolda Friemanna.